# Brawl in Cell Block 99
Brawl in Cell Block 99 es una película de suspenso y acción penitenciaria neo-noir estadounidense de 2017 escrita y dirigida por S. Craig Zahler y protagonizada por Vince Vaughn con Jennifer Carpenter, Don Johnson, Udo Kier, Marc Blucas y Tom Guiry. La historia sigue a Bradley Thomas, una mula de drogas que debe matar a un hombre recluido en una prisión de máxima seguridad para rescatar a su esposa embarazada de un narcotraficante vengativo.
Zahler escribió el guion de Brawl in Cell Block 99 después de ver varias películas sobre prisiones, y se le ocurrieron diferentes elementos para agregar al género. El director eligió a Vaughn por su coherencia y autenticidad, alejándose de los papeles cómicos que suele interpretar el actor. Vaughn hizo ejercicio y se sometió a una rutina de entrenamiento para las escenas de acción y lucha del filme. El rodaje tuvo lugar en Staten Island, Nueva York, entre agosto y octubre de 2016, con un presupuesto de producción de cuatro millones de dólares.
La película se proyectó en el 74 ° Festival Internacional de Cine de Venecia y se estrenó en cines, HD digital y video bajo demanda en octubre de 2017 por RLJE Films. Brawl in Cell Block 99 recibió críticas positivas que elogiaron la actuación de Vaughn y el estilo grindhouse de los años 1970 del filme. Fue nombrada entre las mejores películas del año por Los Angeles Times, The New York Times y The A.V. Club.

## Trama
Bradley Thomas es despedido de su trabajo en un taller de reparación de automóviles. Cuando llega a casa, encuentra una sugilación en su esposa, Lauren, quien admite tener una relación extramatrimonial. Bradley le ordena entrar a la casa antes de destruir violentamente su auto. Más tarde habla con Lauren sobre su relación fallida, la perdona y regresa al narcotráfico.
Dieciocho meses después, Bradley y Lauren, ahora embarazada, se han adaptado a una vida mejor. El jefe de Bradley, Gil, le presenta a Eleazar, un nuevo socio comercial, con la tarea de recoger un paquete de metanfetamina con dos de los hombres de Eleazar. Bradley desconfía de uno de los secuaces de Eleazar, Roman, pero acepta el trabajo cuando Gil le ofrece tres meses de baja por paternidad. Durante el trabajo, Bradley se da cuenta de que es una trampa policial y ordena a los hombres de Eleazar que se deshagan de las drogas. Sin embargo, los hombres de Eleazar lo ignoran e intercambian disparos con la policía. Bradley, vacilante, ataca a los hombres de Eleazar; la policía mata a tiros a uno de los hombres mientras que Roman queda incapacitado. La policía detiene vivo a Bradley. Bradley no está dispuesto a dar nombres y es sentenciado a siete años en una prisión de seguridad media.
Durante la noche, los hombres de Eleazar secuestran a Lauren. En prisión, Bradley recibe la visita del «Hombre Plácido», un secuaz de Eleazar. El Hombre Plácido ordena a Bradley que asesine a un recluso recluido en el pabellón 99 de Redleaf, una prisión de máxima seguridad. Si Bradley se niega, las extremidades de su hijo por nacer le serán extirpadas quirúrgicamente y se las enviarán. Bradley acepta a regañadientes y lucha contra varios guardias para ser transferido a Redleaf.
En Redleaf, Bradley conoce al autoritario Warden Tuggs, quien lo degrada y envía a Bradley a una celda en ruinas. Se entera de que el pabellón 99 es para los criminales más despreciados de la sociedad. Bradley comienza una pelea con otros prisioneros para ser reasignado al pabellón 99. Después de ser reasignado, Bradley descubre que el objetivo de su asesinato no existe.
Durante la noche, un guardia de Redleaf escolta a Bradley a otra celda, donde están retenidos Eleazar y su pandilla, incluido Roman. Tienen la intención de torturar a Bradley para divertirse durante su encarcelamiento en Redleaf. Bradley tiende una emboscada a los guardias y mata brutalmente a la mayor parte de la pandilla de Eleazar. Eleazar llama al médico para que cumpla la amenaza de Eleazar y dañe al feto de Bradley. Bradley tortura a Eleazar hasta que cancela la operación.
El Hombre Plácido y el médico siguen las órdenes de Eleazar y llevan a Lauren ilesa a la casa de Gil. Mientras se alejan, Gil recupera un rifle escondido y mata al Hombre Plácido. Lauren toma el rifle y le dispara al doctor. Gil llama a Bradley para informarle que su familia finalmente está a salvo y Bradley habla con Lauren sobre su hijo por nacer. Bradley luego decapita a Eleazar en su celda. Tuggs y sus guardias entran y ejecutan a Bradley.

## Reparto
- Vince Vaughn como Bradley Thomas.[4]
- Jennifer Carpenter como Lauren Thomas, la esposa de Bradley.[4]
- Don Johnson como Tuggs, el guardia de la Prisión Redleaf.[5]
- Udo Kier como El Hombre Plácido, un secuaz de Eleazar.[6]
- Marc Blucas como Gil, el jefe de Bradley en el narcotráfico.[6]
- Mustafa Shakir como Andre.[6]
- Thomas Guiry como Wilson, un guardia de la Prisión Redleaf.[6]
- Dion Mucciacito como Eleazar, un líder de una banda de narcotraficante.[6]
- Geno Segers como Roman, Un narcotraficante que trabaja para Eleazar.[6]
- Willie C. Carpenter como Lefty.[6]
- Fred Melamed como Sr. Irving.[6]
- Clark Johnson como Detective Watkins.[6]
- Pooja Kumar como Denise Pawther.[6]
- Tobee Paik como El doctor.[7]
- Rob Morgan como Jeremy.[8]
- Dan Amboyer como Longman.[9]
- Philip Ettinger como Derrick.[10]
- Devon Windsor como Jill.[10]

## Producción

### Desarrollo
S. Craig Zahler escribió el guion de Brawl in Cell Block 99 en 2011. Se le ocurrió el concepto después de ver varias películas sobre prisiones en el Film Forum de la ciudad de Nueva York, y se le ocurrieron diferentes elementos para agregar al género. En una entrevista con The Verge, el director explicó: «La prisión es un lugar muy atractivo para ambientar una película, porque tienes un grupo de tipos duros confinados juntos y todos ellos tendrán historias de fondo interesantes».
Zahler nombró la cinta Riot in Cell Block 11 (1954) y su director Don Siegel como inspiraciones. Zahler escribió cada momento de violencia gráfica en el guion de Brawl in Cell Block 99, aunque se preguntó si algunas escenas habían ido demasiado lejos. Zahler eligió un título largo para que la película fuera evocadora y memorable, como sus otras películas Bone Tomahawk (2015) y Dragged Across Concrete (2018). Criticó los títulos de películas de una sola palabra por ser vagos y frustrantes; como ejemplo, comparó la película de 2016 Moonlight con la obra en la que se basó, In Moonlight Black Boys Look Blue.
Zahler vendió el guion de Brawl in Cell Block 99 a varios productores, pero el proceso se estancó hasta que se completó Bone Tomahawk. Jack Heller y Dallas Sonnier recuperaron el guion y le permitieron a Zahler tener control creativo total sobre el filme. El presupuesto fue de cuatro millones de dólares. Heller y Sonnier produjeron la película como Calibre Media. XYZ Films fue productora ejecutiva.

### Casting
| Por ejemplo, un personaje más cercano a este tipo es alguien como Woody Harrelson. Su cabeza está ahí, su acento está naturalmente ahí. Soy un gran admirador de Woody Harrelson, pero sería la elección normal aquí. Cuando intentas hacer algo único, lo cual intento hacer con todas mis piezas, ¿eligiría a un tipo que ha interpretado un personaje cercano a este antes…? Perdería la experiencia única de ver a este personaje, el físico, los músculos, el profundo trabajo interno. La combinación de todo esto produce un personaje que nunca antes habíamos visto. Si Woody Harrelson hubiera venido y hubiera hecho esto, habría hecho un trabajo excelente, la transformación no es tan grande. Eso era lo que pasaba al elegir a Vince, esa transformación estaría ahí. — S. Craig Zahler, 2017. |

El 17 de agosto de 2016, Vince Vaughn y Jennifer Carpenter firmaron para interpretar a los personajes principales. En uprincipio, Carpenter había sido elegida como la protagonista femenina de Bone Tomahawk, pero no pudo aparecer debido a falta de disponibilidad en su agenda. Zahler elogió la autenticidad, el compromiso y la coherencia de Vaughn en películas como Swingers (1996), The Cell (2000), Old School (2003) y Hasta el último hombre (2016). Aunque el actor era conocido principalmente por sus papeles cómicos, Zahler quería aprovechar el talento de Vaughn para interpretar papeles serios. El director también eligió a Vaughn por su presencia imponente y su perfil físico como un hombre corpulento de 1,96 m de alto. Zahler comentó: «Sabía que era un tipo grande. Sabía que si lo veía en la calle no pensaría que ese tipo es un comediante. Pensaría que es un tipo de aspecto amenazador». Vaughn había visto Bone Tomahawk, la primera película dirigida por Zahler, y aceptó actuar en Brawl in Cell Block 99 después de leer el guion. El actor expresó: «Zahler no escribe en un género. Toma todos estos elementos, los poliniza de forma cruzada y cuenta una historia única». Vaughn realizó ejercicio físico para prepararse para escenas de lucha, similares a las «secuencias de películas de lucha tradicionales de Hong Kong». Drew Leary fue el coreógrafo de las peleas.
El personaje de Vaughn, Bradley, tiene un tatuaje de cruz en la parte posterior de la cabeza, que según Vaughn representa el cristianismo. Zahler esperaba que el tatuaje de la cruz intrigara a la gente al verlo como «un Vince Vaughn que nunca has visto antes». Zahler le dio crédito a la experiencia de Vaughn en boxeo y lucha libre olímpica por ayudar a filmar las escenas de lucha.
Zahler elogió a Don Johnson, quien interpretó al guardia Tuggs: «Don hace un trabajo fantástico al darle vida a este personaje como alguien que maneja a diferentes personas del mismo modo que un cuidador de animales manejaría a diferentes animales».

### Rodaje
La filmación duró cinco semanas, del 15 de agosto de 2016 al 17 de octubre de 2016, en Staten Island, Nueva York. El calendario de rodaje era apretado y el equipo de filmación rodó en varias locaciones el mismo día. Durante la filmación se perdieron algunas locaciones y los productores Jack Heller y Greg Zuk fueron los encargados de encontrar nuevos lugares de rodaje.
El director de fotografía Benji Bakshi, que anteriormente colaboró con Zahler en Bone Tomahawk, trabajó en Brawl en Cell Block 99. Zahler eligió una relación de aspecto más estrecha de 1,85:1 para centrarse en escenas de un personaje, en lugar de la relación de aspecto más amplia de 2,35:1 utilizada para varios integrantes del elenco en Bone Tomahawk. Bakshi filmó la película con una cámara RED Weapon; a Zahler no le gustaba la RED Dragon que usó en Bone Tomahawk porque era visualmente más ruidosa. Para hacer la película más atmosférica, Zahler y Bakshi se centraron en los colores azules en las primeras partes de la película y oscurecieron progresivamente los tonos. Se suponía que el tercer acto «debía ser opresivo, casi con una sensación de mazmorra medieval».
Dado que Zahler no quería utilizar imágenes generadas por computadora (CGI) en Brawl in Cell Block 99, la mayor parte de la violencia y la sangre se realizó como efectos especiales. Zahler minimizó el uso de ediciones, primeros planos y efectos de sonido para que la violencia fuera lo más realista e incómoda posible. Explicó: «Filmo la violencia de una manera realmente simple, sin todo este glaseado cinematográfico, y no hay CGI, por lo que no hay esa ligera sensación digital. Hace que el impacto sea más agudo, porque no es así como el público está acostumbrado a ver violencia cinematográfica». Los actores ensayaron y realizaron las escenas de lucha en múltiples tomas sin dobles y corrieron el riesgo de lastimarse si había un error. Vaughn afirmó que tuvo que adaptarse a «un acento y una fisicalidad» y adquirir «muchos elementos emocionales» para la interpretación de su personaje.

### Música
La banda sonora de la película fue compuesta por el amigo de Zahler, Jeff Herriott, quien había trabajado con el director en Bone Tomahawk. Zahler colaboró con artistas para componer canciones originales, como el rhythm and blues interpretado por The O'Jays. La música suena como música soul clásica, utilizando instrumentos reales en lugar de sintetizadores. Si bien las canciones originales aparecen en la banda sonora, la película casi no tiene música cinematográfica (acompañamiento musical) ya que Zahler quería centrarse en la actuación.
Lakeshore Records lanzó la banda sonora el 13 de octubre de 2017 en formatos CD, digital y vinilo.
| N.º   | Título                               | Música        | Duración |  |
| 1.    | «Give Her a Ride»                    | Butch Tavares | 4:20     |  |
| 2.    | «The Letter That Won't Ever Be Sent» | Butch Tavares | 3:22     |  |
| 3.    | «You Are Yesterday»                  | Butch Tavares | 4:17     |  |
| 4.    | «Trumpets of Heaven»                 | Adi Armour    | 5:08     |  |
| 5.    | «This Lovely Park»                   | Adi Armour    | 4:38     |  |
| 6.    | «God Bless My Mama»                  | The O'Jays    | 4:38     |  |
| 7.    | «Buddy's Business»                   | The O'Jays    | 4:47     |  |
| 31:10 |                                      |               |          |  |

## Estreno y recepción
Brawl in Cell Block 99 se estrenó fuera de competición en el 74º Festival Internacional de Cine de Venecia el 2 de septiembre de 2017. En el mismo mes, la película se proyectó en el Festival Internacional de Cine de Toronto y en el Fantastic Fest de 2017. RLJE Films, titular de los derechos de distribución en América del Norte, estrenó la película en cines el 6 de octubre de 2017 y en HD digital y video bajo demanda el 13 de octubre de 2017. El filme recaudó 79 000 dólares en todo el mundo.
En enero de 2024, se colocó entre las diez películas más vistas de Netflix en Estados Unidos y Vaughn recibió elogios por su actuación.

### Crítica
Brawl in Cell Block 99 tuvo un recibimiento positivo tanto de la crítica cinematográfica como del público. En Rotten Tomatoes, la película tiene un índice de aprobación del 91 % basado en 96 reseñas, con una calificación promedio de 7,60/10. El consenso crítico del sitio web dice: «Brawl in Cell Block 99 presenta una actuación comprometida de Vince Vaughn en las profundidades brutalmente violentas e innegablemente entretenidas del género grindhouse ambientado en prisión». En Metacritic, la película tiene una puntuación promedio ponderada de 79 sobre 100, sobre la base de 21 críticas, lo que indica «críticas generalmente favorables». Tras su proyección en el 74º Festival Internacional de Cine de Venecia, la cinta recibió un cálido aplauso del público.
Owen Gleiberman, de Variety, la elogió calificándola de «película poco común que realmente evoca los años 1970» con su «explotación hecha con sinceridad viciosa»,. un sentimiento compartido por Eric Kohn, de IndieWire. La actuación de Vaughn recibió elogios de parte de Richard Roeper, del Chicago Sun-Times; Gleiberman, de Variety; y Dan Buffa, de KSDK News. Gleiberman se refierió al personaje de Vaughn como «un bebé grande, violento y de ojos tristes, y se conecta con la audiencia de una manera emocional directa que rara vez lo ha hecho desde Swingers». Buffa opinó que la película ayudaría a resucitar la carrera de Vaughn después de una serie de películas fallidas protagonizadas por él. Jeannette Catsoulis, de The New York Times, consideró «revelador» el papel del actor.

### Reconocimientos
La película se incluyó en las listas de las mejores del año de Newsweek, Los Angeles Times, Collider y The A.V. Club, entre otros. Fue seleccionada como Critic's Pick por parte de The New York Times y se proyectó en el Museo de Arte Moderno de Nueva York.
Brawl in Cell Block 99 fue candidata a mejor película de suspenso y Vaughn a mejor actor en la 44.ª edición de los Premios Saturn, pero perdió ante Three Billboards Outside Ebbing, Missouri y Mark Hamill, respectivamente.